# Добряниці
Добряниці (рос. Добряницы) — присілок у Волосовському районі Ленінградської області Російської Федерації.
Населення становить 38 осіб. Належить до муніципального утворення Клопицьке сільське поселення.

## Історія
Від 1 серпня 1927 року належить до Ленінградської області.

## Населення
| 1838 | 1848 | 1862 | 1997 | 2007 | 2010 | 2017 |
| ---- | ---- | ---- | ---- | ---- | ---- | ---- |
| 114  | →114 | ↗122 | ↘39  | ↗41  | ↘32  | ↗38  |